# Antrocephalus spilogaster
Antrocephalus spilogaster is een vliesvleugelig insect uit de familie bronswespen (Chalcididae). De wetenschappelijke naam is voor het eerst geldig gepubliceerd in 1912 door Cameron.